# 勒烏切什蒂鄉
47°15′N 26°25′E / 47.250°N 26.417°E
勒烏切什蒂鄉（羅馬尼亞語：Comuna Răucești, Neamț），是羅馬尼亞的鄉份，位於該國東北部，由尼亞姆茨縣負責管轄，面積77平方公里，海拔高度325米，2007年人口8,611，人口密度每平方公里112人。